# Dorothy Amaury Talbot
Dorothy Amaury Talbot (geb. 1871; gest. 1916 in Degema, Nigeria) war eine britische Ethnographin, Autorin, Pflanzensammlerin und wissenschaftliche Illustratorin.

Völker in Nigeria

## Leben
Dorothy Amaury Talbot wurde 1871 geboren. Sie war eine wegweisende Ethnographin der Ibibio Südnigerias zu Beginn des 20. Jahrhunderts, die eine seltene weibliche Perspektive lieferte. Sie war mit Percy Amaury Talbot (1877–1945) verheiratet, dem britischen Beamten, Botaniker, Anthropologen und Afrikaforscher in Diensten des Nigerian Political Service. Sie bereisten gemeinsam Liberia, Kamerun, die Zentralafrikanische Republik, Nigeria und Sierra Leone in naturgeschichtlichem und botanischem Interesse.
In ihrem Buch Women’s Mysteries of a Primitive People: The Ibibios of Southern Nigeria (London, 1915) über das Volk der Ibibio konzentriert sie sich vor allem auf das kulturelle Leben der Frauen, ein Thema, durch das sie als Frau erheblich leichteren Zugang hatte.
Sie starb in Nigeria.

## Ehrungen
Nach dem Ehepaar sind benannt die Pflanzengattungen Amauriella Rendle aus der Familie der Aronstabgewächse (Araceae), Talbotia S.Moore aus der Familie der Akanthusgewächse (Acanthaceae) und Talbotiella Baker f. aus der Familie der Hülsenfrüchtler (Fabaceae). Die Gattung Dorothea Wernham ehrt Dorothy Amaury Talbot.

## Schriften
- D. Amaury Talbot: Women's Mysteries of a Primitive People: The Ibibios of Southern Nigeria. London: Cassell, 1915 Digitalisat
- A.B. Rendle [and others] (Hrsg.): Catalogue of the plants collected by Mr. & Mrs. P.A. Talbot in the Oban district, South Nigeria. British Museum (Natural History). Department of Botany. London: Printed by order of the Trustees of the British Museum, 1913